# Пюизе, Жозеф де
Жозе́ф де Пюизе́ (фр. Joseph-Geneviève, comte de Puisaye; 6 марта 1754 — 13 сентября 1827) — французский политический деятель, роялист.

## Биография

### До революции
Жозеф де Пюизе родился в Мортань-о-Перш и был четвёртым сыном в аристократической семье.
Получив начальное образование, он поступил в семинарию Сен-Сюльпис в Париже, откуда ушёл в семнадцать лет из-за отсутствия призвания к духовной карьере. В 1773 году поступил на военную службу.
Благодаря поддержке семьи (главным образом бабушки по матери) Пюизе смог стать вторым лейтенантом в кавалерийском полку на германской границе, потом сверхштатным капитаном. Неудовлетворённый своей карьерой, в 1781 или 1782 году он вернулся домой.
Позже Пюизе купил звание полковника и почётную должность в королевской гвардии. В 1788 году он женился и в качестве приданого получил имение в Нормандии, проводя в дальнейшем всё своё время там или в Париже.

### Революция и контрреволюция
Дворянство Перша сделало Пюизе своим депутатом в Генеральных штатах 1789 года. Здесь он выступал за конституционную монархию и примкнул к жирондистам, но после первой сессии не посещал заседания и в 1792 году не был переизбран. После казни короля Пюизе отправился в Нормандию (с 1790 года он был командиром Национальной гвардии в Эврё) и здесь возглавил вооружённое сопротивление правительственным войскам. В боях он потерпел поражение и был вынужден скрываться в лесах, а его усадьбу разграбили республиканцы.
Летом 1793 совместно с генералом Жоржем де Вимпфеном возглавил ополчение федералистов. В сражении у Брекура  жирондисты потерпели поражение и Пюизе скрылся в лесах. Случайно Пюизе перехватил сообщение от британского правительства к роялистам и откликнулся на него; с этого момента британцы начали снабжать его деньгами и оружием.
В 1794 году Пюизе отправился в Англию. Здесь он попытался убедить Питта организовать высадку во Франции для восстановления монархии, предлагая себя на роль командующего. По мнению Пюизе, такая высадка вызвала бы всеобщее восстание против якобинцев. Питт отнёсся к этой идее с симпатией, но военный министр не разделял энтузиазма Пюизе. В результате последний получил корабли и оружие, но не солдат. Он рассчитывал сформировать 15-тысячную армию из эмигрантов, но набрал не более 5 тысяч.
В июне 1795 года эмигранты высадились в Бретани. Здесь они не получили ожидаемую поддержку, к тому же начались разногласия между двумя претендентами на командование — Пюизе и графом д’Эрвильи. Результатом стало полное поражение на полуострове Киберон. Около тысячи пленных было расстреляно республиканцами, а Пюизе смог бежать в Англию. В сентябре он вернулся во Францию, но обнаружил контрреволюционные силы в состоянии полного развала. Ему уже никто не доверял — ни в Бретани, ни в эмигрантских кругах в Англии. Потеряв веру в успех своего дела и подвергаясь обвинениям в трусости, Пюизе уехал в Канаду (1797 год).

### Эмиграция
После Амьенского мира Пюизе перебрался в Лондон и здесь опубликовал свои «Мемуары» (1805—1806), в которых пытался оправдать себя. Вернуться во Францию он не смог и умер натурализованным англичанином в 1827 году.